# Johann Wenzel von Gallas
Pour les articles homonymes, voir Gallas.
Johann Wenzel comte von Gallas zum Schloss Campo und Freyenthurn, duc de Lucera (né le 23 mai 1669 à Hořiněves, mort le 25 juillet 1719 à Naples) est un diplomate autrichien.

## Biographie
Johann Wenzel von Gallas est le fils aîné du général et juriste Franz Ferdinand von Gallas et de sa deuxième épouse Johanna Emmerentia Gaschin (de) von Rosenberg, petit-fils du général Matthias Gallas.
Pendant la guerre de Succession d'Espagne, il est diplomate de 1705 à 1711 à Londres, en 1711 à La Haye et de 1714 à 1719 auprès du Saint-Siège. Il fonde le village de Johannesthal et fait bâtir le palais Clam-Gallas.
En 1698, il maintient la création par son père d'un lieu de pèlerinage tenu par les Franciscains à Hejnice. En 1707, il achète à Ferdinand von Trauttmansdorff 12 600 hectares de domaine qui comprennent notamment Hrádek nad Nisou et Bílý Kostel nad Nisou, puis en 1712 le domaine de Nová Ves.

## Famille
Johann Wenzel von Gallas épouse le 25 avril 1700 Maria Anna Francisca Eva von Dietrichstein zu Nikolsburg qui meurt quatre ans plus tard, en laissant un fils, Philipp Joseph von Gallas, qui n'aura pas de descendance. Il épouse ensuite la sœur, Maria Ernestine von Dietrichstein. Ils ont une fille, Maria Elisabeth, qui sera l'épouse de Ferdinand Bonaventura II von Harrach. Après la mort de Johann Wenzel von Gallas, sa veuve se mariera avec Aloys Thomas Raimund von Harrach, qui deviendra aussi vice-roi du royaume de Naples.

## Source de la traduction
- (de) Cet article est partiellement ou en totalité issu de l’article de Wikipédia en allemand intitulé « Johann Wenzel von Gallas » (voir la liste des auteurs).